# Deportivo Maldonado
Club Deportivo Maldonado is een Uruguayaanse voetbalclub uit Maldonado. De club werd opgericht op 25 augustus 1928 onder de naam Club Atlético Batacazo. Na zes seizoenen op het hoogste niveau gespeeld te hebben degradeerde de club in 2004 vanuit de Primera División naar de Segunda División. Deportivo Maldonado speelt zijn thuiswedstrijden in het Estadio Domingo Burgueño, dat plaats biedt aan 22.000 toeschouwers en fungeerde als een van de vier speelstadions tijdens de strijd om de Copa América 1995.

## Erelijst
De club heeft tot op heden geen belangrijke prijzen gewonnen.

## Bekende (oud-)spelers
- Julio César de León
- Gabriel Cedrés
- Iván Piris
- Paolo Suárez
- José Valencia
- Alex Sandro
- Geronimo Rulli
- Willian Jose
- Allan

## Trainers
- Santiago Ostolaza (2001)